# Zespół muzyczny

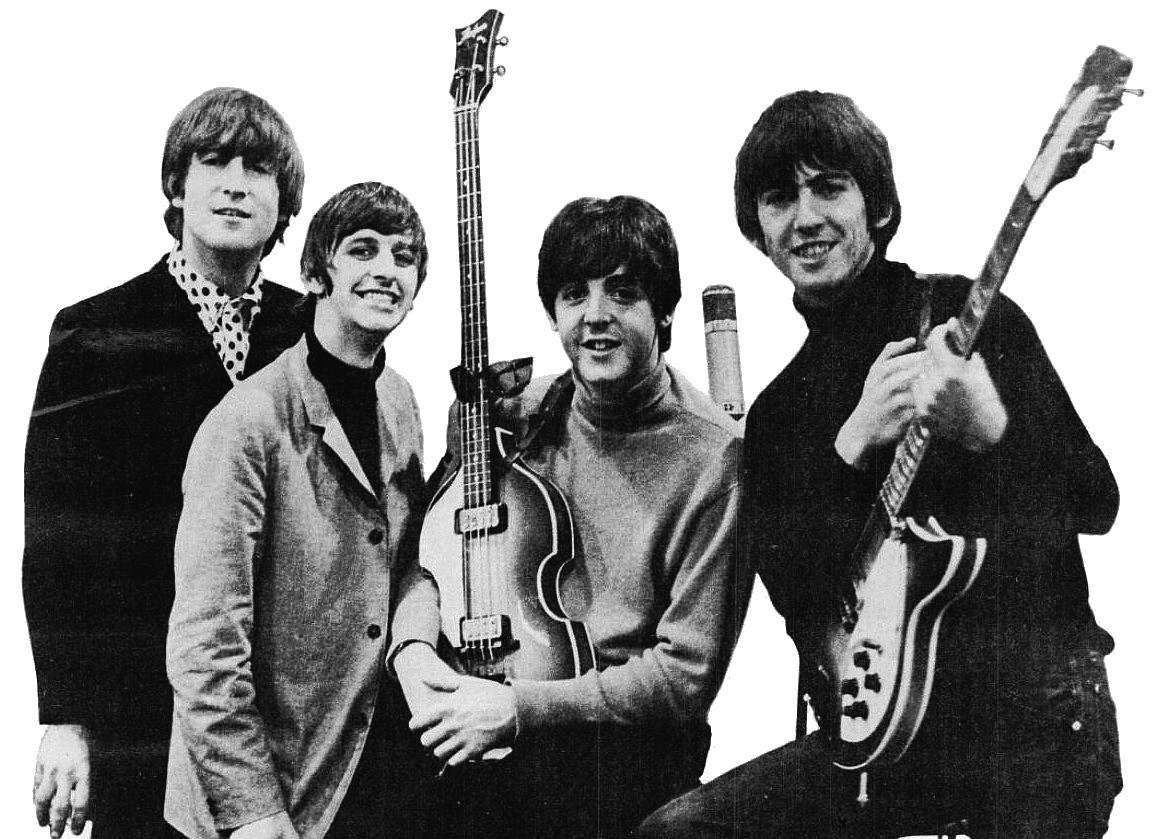
Brytyjski kwartet The Beatles (1965)

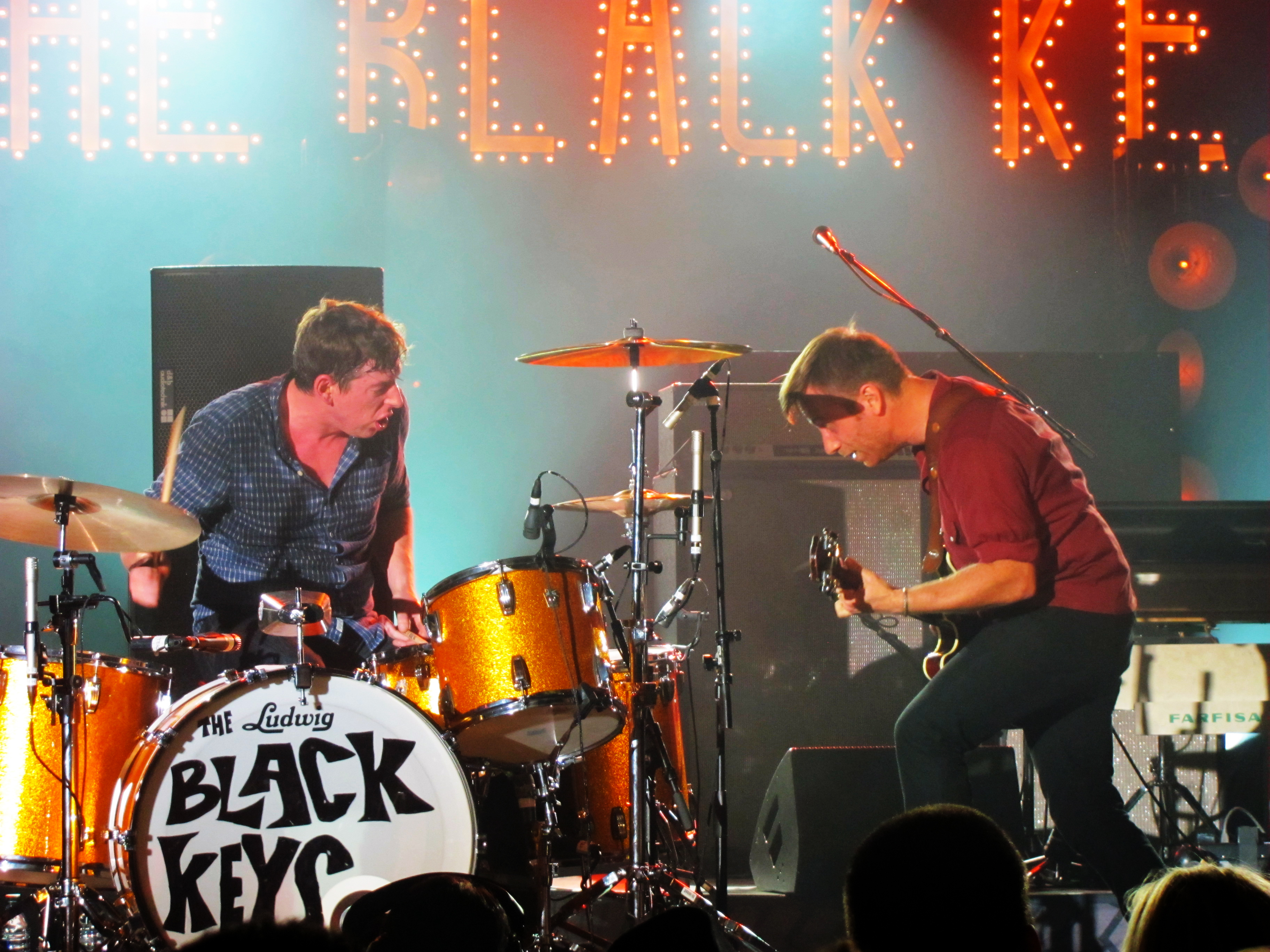
Amerykański duet The Black Keys (2011)

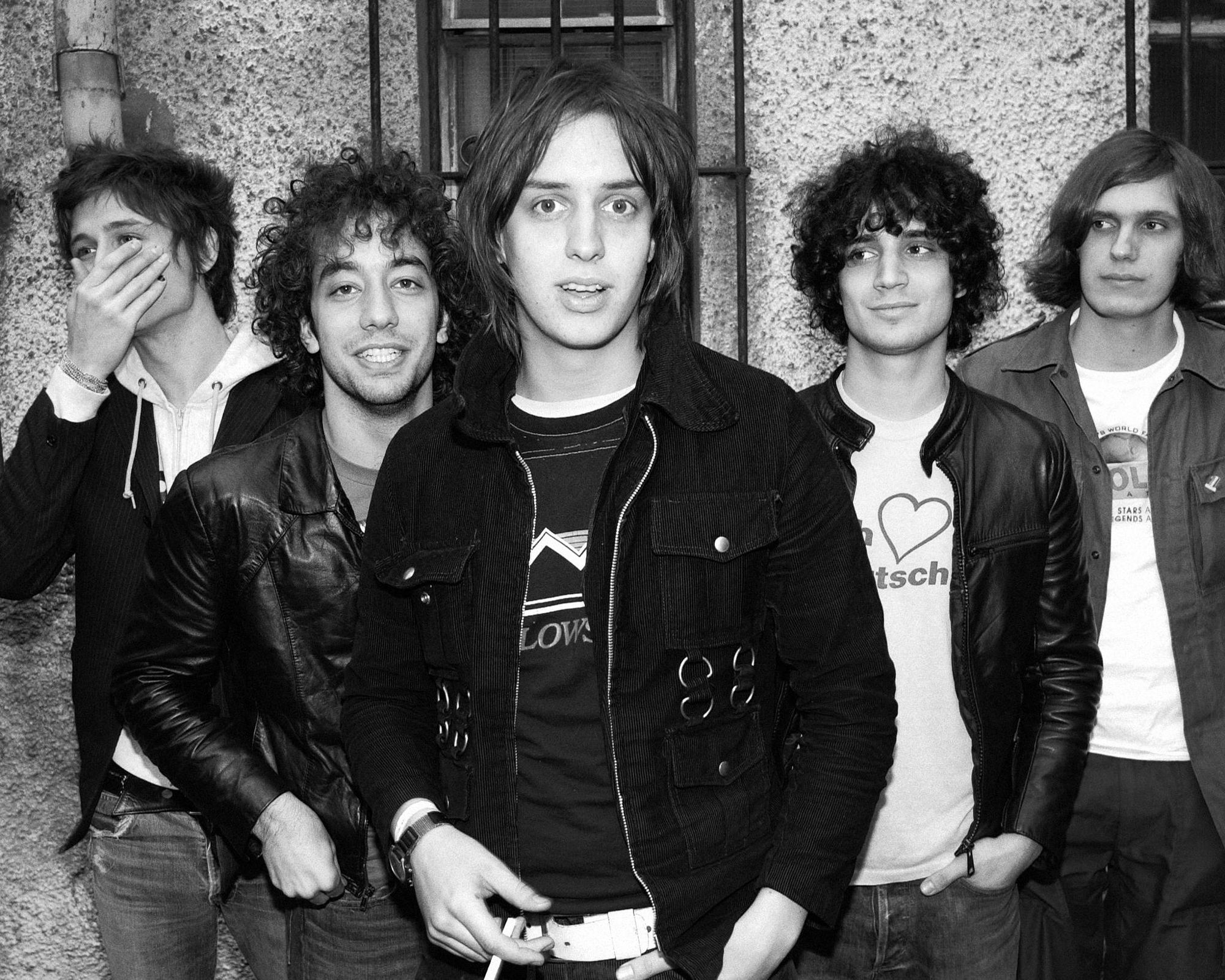
Amerykański kwintet The Strokes (2002)

Zespół muzyczny – grupa wykonawców muzycznych wspólnie wykonujących muzykę z wykorzystaniem głosów (zespół wokalny), instrumentów muzycznych (zespół instrumentalny) lub jednocześnie głosów i instrumentów (zespół wokalno-instrumentalny).

## Nazwy
Zespoły muzyczne wszystkich rodzajów często w zależności od liczebności ich składu określa się następującymi nazwami:
- duet – zespół złożony z dwóch wykonawców;
- trio (lub, gdy złożony tylko z wokalistów: tercet) – zespół złożony z trzech wykonawców;
- kwartet – zespół złożony z czterech wykonawców;
- kwintet – zespół złożony z pięciu wykonawców;
- sekstet – zespół złożony z sześciu wykonawców;
- rzadziej: septet, oktet lub nonet – zespół złożony z siedmiu, ośmiu lub dziewięciu wykonawców;
- zespół złożony z większej liczby członków określa się mianem orkiestry.

## Muzyka poważna
W muzyce poważnej zespoły dzieli się na:
- zespoły wokalne, czyli chóry
- zespoły instrumentalne

Często oba rodzaje zespołów łączy się w celu wykonywania muzyki instrumentalno-wokalnej.

## Muzyka rozrywkowa
W muzyce rozrywkowej zwykle mamy do czynienia z zespołami wokalno-instrumentalnymi. Brak jest także formalnie ustalonych składów zespołów, można jednak zauważyć pewne tendencje. W muzyce jazzowej można zaobserwować większą płynność osobowych składów zespołów niż w muzyce rockowej (wyjątkiem od tej reguły jest Modern Jazz Quartet) oraz dosyć częste składy okazjonalne i czasowe, zwane też projektami. Zespoły instrumentalne są w jazzie znacznie popularniejsze niż w innych gatunkach muzyki rozrywkowej.

### Zespół jazzowy
Z zasady, zespół składa się z sekcji rytmicznej i solistów. Trzonem sekcji rytmicznej jest perkusja i kontrabas lub gitara basowa. Gitara oraz instrumenty klawiszowe mogą funkcjonować zarówno w sekcji rytmicznej lub jako instrumenty solowe. Saksofon oraz trąbka funkcjonują wyłącznie jako instrumenty solowe.
Przykładowe składy jazzowe to:

#### Trio
- perkusja, kontrabas, fortepian (np. trio Michela Petruccianiego)
- perkusja, gitara basowa, gitara (trio gitarowe, np. Pat Metheny (g), Jaco Pastorius (b), Bob Moses (dr))
- perkusja, kontrabas, saksofon (w takim składzie grał John Coltrane (ts), proszę zwrócić uwagę na brak instrumentu harmonicznego)
- kontrabas, gitara, trąbka (np. skład Christian McBride (b), Mark Whitfield (g), Nicholas Payton (t))
- perkusja, Organy Hammonda, gitara (często powiększone przez saksofon do kwartetu – zobacz Trio organowe)

#### Kwartet
- perkusja, gitara basowa/kontrabas, fortepian, saksofon
- perkusja, gitara basowa/kontrabas, gitara, trąbka
- perkusja, gitara basowa/kontrabas, fortepian, gitara (gitara jest tu instrumentem solowym)
- perkusja, gitara basowa/kontrabas, trąbka, saksofon (kwartet Ornette’a Colemana)

#### Kwintet
- perkusja, gitara basowa/kontrabas, fortepian, saksofon, trąbka
- perkusja, gitara basowa/kontrabas, trąbka, saksofon, saksofon (np. kwintet Albert Ayler)

### Zespół rockowy
Typowy zespół rockowy ukształtował się pod wpływem wczesnych zespołów bluesowych, a zwłaszcza zespołów Muddy’ego Watersa. Różnie traktowano gitary; podejście tradycyjne – jedna z gitar jest gitarą prowadzącą lub solową, a druga – rytmiczną lub akompaniującą (The Beatles); podejście nietradycyjne – właściwie nie ma gitary rytmicznej, obie mają status gitary prowadzącej (np. The Rolling Stones).

#### Zespół jednoosobowy
- wszystkie instrumenty/wokal (zespół, który posiada tylko jednego członka, najczęściej multiinstrumentalistę, choć może posiłkować się muzykami sesyjnymi i koncertowymi; np. Brudne Dzieci Sida, Burzum)

#### Duet
- perkusja, gitara (jeden z muzyków jest równocześnie głównym wokalistą; np. The White Stripes, Simon & Garfunkel)
- gitara, gitara (jeden z muzyków jest równocześnie głównym wokalistą; np. Tenacious D)
- gitara/instrumenty klawiszowe, gitara/instrumenty klawiszowe (jeden lub obaj muzycy są głównymi wokalistami; np. Hall & Oates)
- gitara/gitara basowa/wokal/instrumenty klawiszowe, gitara/gitara basowa/instrumenty klawiszowe (dość nietypowy skład; np. Placebo)

#### Trio
- perkusja, gitara basowa, gitara (jeden z muzyków jest równocześnie głównym wokalistą; Cream, The Jimi Hendrix Experience, Rush, Massacre, ZZ Top, The Police, Nirvana)
- perkusja, gitara/gitara basowa, instrumenty klawiszowe (np. Emerson, Lake and Palmer, Atomic Rooster, jeden z muzyków jest równocześnie głównym wokalistą)
- wokal, instrumenty klawiszowe, instrumenty klawiszowe/gitara (np. Depeche Mode)
- wokal, wokal, gramofony (skład popularny w grupach wykonujących rap; np. Run-D.M.C.)

#### Kwartet
- perkusja, gitara basowa, gitara, gitara (jeden z najczęściej spotykanych składów zespołów rockowych, przynajmniej jeden z muzyków jest równocześnie wokalistą; np. The Beatles, Metallica, Alice in Chains)
- perkusja, gitara basowa, gitara, saksofon (np. George Thorogood and the Destroyers; jeden z muzyków jest równocześnie głównym wokalistą)
- perkusja, gitara, gitara, wokal (zespół przeważnie zatrudnia sesyjnego basistę; np. The Rolling Stones)
- perkusja, gitara basowa, gitara, instrumenty klawiszowe (np. Queen, Graham Bond Organisation, Pink Floyd, System of a Down; jeden z muzyków jest równocześnie głównym wokalistą).
- perkusja, gitara, organy/pianino, wokalista (dość nietypowy skład; np. The Doors)
- perkusja, gitara basowa, gitara, wokal (jeden z najpopularniejszych składów; np. U2, Korn, Pantera)
- wokal/gitara, gitara, skrzypce, gitara basowa (dość nietypowy skład; np. Yellowcard)

#### Kwintet
- perkusja, gitara basowa, gitara, gitara, wokal (np. AC/DC, Helloween, Sabaton)
- perkusja, gitara basowa, gitara, gitara, gitara (np. Foo Fighters; jeden z muzyków jest równocześnie głównym wokalistą)
- perkusja, gitara basowa, gitara, instrumenty klawiszowe, wokal (np. Deep Purple, The Animals, Lordi)

#### Sekstet
- perkusja, perkusja/instrumenty perkusyjne, gitara basowa, gitara, gitara, instrumenty klawiszowe (dość nietypowy skład; np. The Allman Brothers Band, Grateful Dead, jeden z muzyków jest równocześnie głównym wokalistą)
- perkusja, instrumenty perkusyjne/marimba, gitara basowa, gitara, gitara, wokal/saksofon (np. Captain Beefheart and His Magic Band)
- perkusja, gitara basowa, gitara, gitara, gitara, wokalista (np. Iron Maiden, Bad Religion)
- gitara, gitara, wokal, perkusja, instrumenty klawiszowe, gitara basowa (np. Dżem, Rammstein)
- gitara, gitara/instrumenty klawiszowe/wokal, gitara basowa, perkusja, wokal, gramofony (dość nietypowy skład; np. Linkin Park, zespół posiada dwóch głównych wokalistów, a jeden jest równocześnie gitarzystą rytmicznym i klawiszowcem)
- wokal, gitara/saksofon, gitara, perkusja/instrumenty klawiszowe, gitara/instrumenty klawiszowe, gitara basowa (np. INXS)
- skrzypce, skrzypce, perkusja/instrumenty perkusyjne, instrumenty klawiszowe/gitara, gitara/wokal, gitara basowa (unikatowy skład oparty na brzmieniu skrzypiec, Ankh)

#### Nonet
- perkusja, perkusja/instrumenty perkusyjne, perkusja/instrumenty perkusyjne, gitara basowa, gitara, gitara, instrumenty klawiszowe, gramofony, wokal (unikatowy skład oparty na brzmieniu instrumentów perkusyjnych, Slipknot)
- perkusja/instrumenty perkusyjne, gitara basowa, gitara, gitara, instrumenty klawiszowe, puzon, trąbka, saksofon tenorowy, wokal (unikatowy skład oparty na brzmieniu instrumentów dętych, Kult)